# 738
Cette page concerne l'année 738  du calendrier julien. Pour l'année 738 av. J.-C., voir 738 av. J.-C.
L'année 738 est une année commune qui commence un mercredi.

## Événements
- Charles Martel intervient en Alémanie contre les Saxons qui sont vaincus[1].
- Thrasamund II de Spolète prend le château de Gallese (737 ou 738), coupant les communications entre Rome et Ravenne. Le pape Grégoire III propose une forte somme au duc de Spolète pour récupérer la place. Le duc de Bénévent, qui cherche aussi à se rendre indépendant vis-à-vis du royaume lombard, rejoint l'alliance. Luitprand, roi des Lombards, réagit et proclame Thrasamund rebelle et traître[2].
- Boniface est nommé légat pontifical en Allemagne[3].

## Décès en 738
- Hammad ibn Abi Sulayman, professeur du jurisconsulte sunnite Abou Hanifa.